# 俵津村
俵津村（たわらづむら）は、1955年（昭和30年）まで愛媛県東宇和郡にあった村である。
現在の西予市の西部に位置し、宇和海に面した農漁村であった。昭和の合併によりいったん豊海村（とよみむら）となり、さらに3年後の高山村との合併で明浜町（あけはまちょう），さらに平成の合併で西予市（せいよし）となり、現在に至っている。

## 地理
現在の西予市の西部。南は法花津湾（法華津湾、宇和海）に面し、湾奥に近い。北は極山や野福峠を境に宇和町（一足先の1954年に合併成立）に、東は小大崎鼻を境として吉田町（同じく1955年3月1日に合併、成立。直接接していた旧村は玉津村）に、西は狩江村に接している。
- 岬 小大崎鼻 - 玉津村との境

村名の由来
湾の形が俵の形に似ていたとの説のほか、古来宇和米の積み出しが行なわれたことに由来するものとの説がある。

## 歴史
古代 - 中世
- 弥生時代のものとされる土器が出土している。

藩政期
- はじめ宇和島藩領。
- 伊予吉田藩の分知に際して、渡江浦・狩浜浦とともに吉田藩領となる。
- 1645年 - 河内新田の開発。
- 嘉永年間 - 俵津文楽始まる。

明治以降
- 1873年（明治6年） - 格至学校開設。
- 1879年（明治12年） - 養蚕始まる。
- 1882年（明治15年） - 郵便局開局。

俵津村成立以降
- 1889年（明治22年）12月15日 - 町村制・市制施行時にも一村として存続。俵津村となる。
- 1899年（明治32年） - 自働組合設立。養蚕が奨励される。
- 1900年（明治33年） - 俵津反物会社設立。
- 1903年（明治36年） - 俵津漁業組合設立。
- 1915年（大正4年） - 俵津製糸合資会社設立。
- 1916年（大正5年） - 農業補習学校開設。
- 1919年（大正8年） - 電灯ともる。
- 1919年（大正8年） - 俵津織物会社設立。
- 1955年（昭和30年） 3月21日 - 狩江村との合併により、豊海村となる。
役場位置をめぐって昭和の合併に際して西に位置する高山村と相譲らず、周辺の村々が次々に合併していく中、いったん狩江村と合併して豊海村とした。この経緯については、明浜町の記事を参照のこと。

```
俵津村の系譜
（町村制実施以前の村）　（明治期）
　　　　　　　　　　　　町村制施行時
田之浜浦　━━━━┓
　　　　　　　　　┣━　高山村　━━━━━━━━━━━┓
高山浦　　━━━━┛　　　　　　　　　　　　　　　　　┃
　　　　　　　　　　　　　　　　　　　　　　　　　　　┣━━　明浜町
俵津浦　　━━━━━━　俵津村　━━━┓　　　　　　　┃（昭和33年1月1日）
狩浜浦　　━━━━┓　　　　　　　　　┣━　豊海村　━┛
　　　　　　　　　┣━　狩江村　━━━┛（昭和30年3月21日）
渡江浦　　━━━━┛

（注記）明浜町の平成の合併の系譜については、明浜町の記事を参照のこと。

```

## 地域
俵津浦がそのまま俵津村となった。大字制はとらなかったが、豊海村になってから大字俵津となった。家屋は湾奥の海岸に沿って密集している。

## 行政
役場
俵津に置かれていた。

## 産業
農業
米、麦、甘藷芋、桑などを産した。藩政期から裏手の山の開墾が行なわれ、次第に段々畑を形成し、山頂近くまで畑となっていった。明治以降特に桑の栽培が奨励された。その後、背後の山々はウンシュウミカンへの転作が行なわれ、昭和40年代には傾斜地のほとんどは果樹園となった。
漁業
沿岸で鰯漁が営まれ、煮干等に加工されている。農業ほど盛んではない。
工業
明治から大正にかけて養蚕が盛んになり、製糸工場や反物工場も設立された。

## 交通
当村を通る鉄道はなく、最寄り駅は予讃線卯之町駅。
海岸に沿った県道が他の地域と結ぶ道路。宇和町との境は野福峠越え。

## 文化
- 俵津文楽 - 昭和37年愛媛県無形民俗文化財指定

## 名所
- 野福峠
- 楠ノ浦鯨塚